# Liste von Mafiafilmen
Die Liste von Mafiafilmen bietet einen Überblick über Filme und Serien, sowie Dokumentarfilme- und Reihen zu den Themen Mafia, Mobster, Cosa Nostra, La Cosa Nostra, Kosher Nostra, ’Ndrangheta, Camorra und mehr.
- Siehe auch Gangsterfilm und Liste von Filmen über Drogenkartelle für weitere Filme über organisiertes Verbrechen.

## Filmtitel
| Filmtitel | Land      | Jahr | Regisseur                      | Anmerkung |
| --- | --------- | ---- | ------------------------------ | --- |
| 22 Bullets (OT: L’Immortel)                                                                                         | F         | 2010 | Richard Berry                  | Film über Jacky Imbert, eine der Schlüsselfiguren in der Marseiller Unterwelt. |
| 100 Schritte | I         | 2000 | Marco Tullio Giordana          | Der Film schildert das Leben des italienischen Politikers und Anti-Mafia-Kämpfers Giuseppe „Peppino“ Impastato. |
| Al Capone | USA       | 1959 | Richard Wilson                 | Film über Al Capone und Johnny Torrio |
| Al Capone kehrt zurück (OT: The Scarface Mob)                                                                       | USA       | 1959 | Phil Karlson                   | |
| Allein gegen Al Capone (OT: The Revenge of Al Capone)                                                               | USA       | 1989 | Michael Pressman               | |
| American Gangster                                                                                                   | USA       | 2007 | Ridley Scott                   | Film über den ehemaligen Gangsterboss und Drogenhändler Frank Lucas. Die Figur „Dominic Cattano“ ist angelehnt an Carmine Tramunti – ehem. Oberhaupt der New Yorker Lucchese-Familie. |
| Anime nere | I/F       | 2014 | Francesco Munzi                | Film über das Leben in einer ’Ndrangheta-Familie. |
| Auch die Engel essen Bohnen                                                                                         | I         | 1973 | Enzo Barboni                   | Mafiakomödie |
| Auch Killer müssen sterben (OT: La Mano nera)                                                                       | I         | 1973 | Antonio Racioppi               | Film über die Black Hand Gang. |
| Auftrag: Mord (OT: The Brotherhood)                                                                                 | USA       | 1968 | Martin Ritt                    | |
| Back in the Day | USA       | 2016 | Paul Borghese                  | |
| Bad Apple – Der Zorn der Mafia                                                                                      | K         | 2004 | Adam Bernstein                 | Mafiakomödie |
| Basta – Rotwein oder Totsein (OT: C(r)ook)                                                                          | D/A       | 2004 | Pepe Danquart                  | Mafiakomödie |
| Bella Mafia | USA       | 1997 | David Greene                   | Mini-Serie |
| Billy Bathgate | USA       | 1991 | Robert Benton                  | nach dem Roman von „E. L. Doctorow“ über einen Jungen, der in der Bande von Dutch Schultz arbeitete. |
| Bis zum letzten Schuß (OT: Gangster Wars)                                                                           | USA       | 1981 | Richard C. Sarafian            | Film über den Aufstieg bedeutender Mobster der La Cosa Nostra und Kosher Nostra. |
| Black Mass – Der Pate von Boston                                                                                    | USA       | 2015 | Scott Cooper                   | Film über den Gangster James J. Bulger, die Winter Hill Gang und die Strafverfolgung gegen die dortige La Cosa Nostra, bzw. die Angiulo Brüder von der Patriarca-Familie. |
| Blutrache in New York (OT: Black Hand)                                                                              | USA       | 1950 | Richard Thorpe                 | |
| Bonanno: A Godfather’s Story                                                                                        | I         | 1999 | Michel Poulettel               | Zweiteiliger Film über die Karriere von Joseph Bonanno, Sr., dem ehem. Bonanno-Oberhaupt. |
| Borsalino | F/I       | 1970 | Jacques Deray                  | Das Drehbuch beruht auf dem Roman Bandits a Marseille von Eugène Saccomano und wurde inspiriert durch die legendären Gangsterbosse Spirito und Carbone. |
| Borsalino & Co | F         | 1974 | Jacques Deray                  | |
| Brooklyn Rules | USA       | 2009 | Michael Corrente               | Fiktiver Film mit wahren Hintergründen über drei Freunde, von denen sich einer Mitte der 1980er Jahre im Umfeld eines Capos der Gambino-Familie bewegt. |
| Bruderkrieg (alt. TV: Die Brüder Capone / OT: The Lost Capone)                                                      | USA       | 1990 | John Gray                      | Film über den ältesten Bruder von Al Capone namens Richard James Hart (geb. James Vincenzo Capone) und deren Situation durch ihre getrennten Wege |
| Bugsy | USA       | 1991 | Barry Levinson                 | Film über die letzten 10 Jahre von dem Mobster Bugsy Siegel |
| Bulletproof Gangster (OT: Kill the Irishman)                                                                        | USA       | 2011 | Jonathan Hensleigh             | Film über das Leben von Danny Greene und dessen Konflikte mit Alex „Shondor“ Birns, der Mafia in Cleveland, bzw. der Licavoli-Familie und der Gambino-Familie aus New York City. |
| Camorra (OT: Un complicato intrigo di donne, vicoli e delitti.)                                                     | I         | 1986 | Lina Wertmüller                | Film über die Camorra und den Drogenhandel in Neapel. |
| Camorra Vendetta (OT: Cemento Armato)                                                                               | I         | 2007 | Marco Martani                  | |
| Capone | USA       | 1975 | Steve Carver                   | Film über Al Capones Aufstieg im Chicago Outfit, dessen Konflikte mit der North Side Gang und seinen Untergang |
| Capone | CDN/USA   | 2020 | Josh Trank                     | Film über den an Demenz erkrankten, einstigen Gangsterboss Al Capone, der gedanklich von seiner Vergangenheit eingeholt wird während er seinen Lebensabend in Südflorida verbringt. |
| Capone’s Boys – Blood Tough (OT: Al’s Lads)                                                                         | GB        | 2002 | Richard Standeven              | Drei Auswanderer aus England arbeiten in den Kreisen von Al Capones Organisation und geraten bald in Schwierigkeiten |
| Carlito’s Way | USA       | 1993 | Brian De Palma                 | Nach einem Roman von Edwin Torres. |
| Casino | USA       | 1995 | Martin Scorsese                | Film über Frank „Lefty“ Rosenthal und Anthony „Tony the Ant“ Spilotro, sowie den Einfluss des Chicago Outfit in Las Vegas. |
| Chicago – Engel mit schmutzigen Gesichtern                                                                          | USA       | 1938 | Michael Curtiz                 | |
| Chicago-Massaker (OT: The St. Valentine’s Day Massacre)                                                             | USA       | 1967 | Roger Corman                   | Film basiert auf dem Valentinstag-Massaker von Al Capone |
| Chicago Overcoat | USA       | 2009 | Brian Caunter                  | Film über eine Chicagoer Mafia-Familie, angelehnt an das Chicago Outfit. |
| Cookie – Die Tochter des Paten                                                                                      | USA       | 1989 | Susan Seidelman                | Mafiakomödie |
| Cosa Nostra – Erzfeind des FBI (OT: Cosa Nostra, Arch Enemy of the FBI)                                             | USA       | 1967 | Don Medford                    | |
| Cotton Club | USA       | 1984 | Francis Ford Coppola           | Film über die Zeit der Alkoholprohibition von 1919 bis 1933 rund um Lucky Luciano, Owney Madden, „Bumpy“ Johnson, Dutch Schultz und mehr |
| Das Gesetz des Schweigens (OT: E venne il giorno dei limoni neri)                                                   | I         | 1970 | Camillo Bazzoni                | |
| Das Land der Heiligen (OT: La terra dei santi)                                                                      | I         | 2015 | Fernando Muraca                | |
| Das Syndikat des Grauens (OT: Luca il contrabbandiere)                                                              | I         | 1980 | Lucio Fulci                    | Wurde wegen der Gewaltdarstellungen in den 1980er Jahren nach § 131 StGB beschlagnahmt. |
| Departed – Unter Feinden                                                                                            | USA/HK    | 2006 | Martin Scorsese                | Die von Jack Nicholson dargestellte Figur ist nach dem New Yorker Gangsterboss Frank Costello aus den 1930er Jahren benannt. Vorlage für Nicholsons Rolle war dagegen der Gangsterboss James J. Bulger, der tatsächlich auch Rivalitäten mit der Mafia aus Providence, bzw. der Patriarca-Familie hatte. |
| Der Aufstieg des Paten (alt. TV: Corleone – Boss der Bosse, OT: Corleone)                                           | I         | 1978 | Pasquale Squitieri             | Film erzählt eine Geschichte über die Mafia in Palermo in den 1950er Jahren. |
| Der Clan der Sizilianer                                                                                             | F         | 1969 | Henri Verneuil                 | Die Romanvorlage stammt von Auguste Le Breton. Regie führte Henri Verneuil. Die drei Hauptrollen spielten Jean Gabin, Alain Delon und Lino Ventura. Er gilt als einer der besten französischen Gangsterfilme.                                                                                            |
| Der Clan, der seine Feinde lebendig einmauert                                                                       | I         | 1971 | Damiano Damiani                | |
| Der Gejagte – Im Netz der Camorra                                                                                   | D/A       | 2022 | Rick Ostermann                 | Fortsetzung zum Film Im Netz der Camorra |
| Der Don ist tot | USA       | 1973 | Richard Fleischer              | Verfilmung des Romans The Don is Dead von Marvin H. Albert. |
| Der Gangsterboss von New York (OT: Lepke)                                                                           | USA       | 1975 | Menahem Golan                  | Film über den Kosher Nostra und ehemaligen Murder, Inc.-Anführer Louis Buchalter. |
| Der kleine Cäsar (OT: Little Caesar)                                                                                | USA       | 1931 | Mervyn LeRoy                   | Referenzfilm nachfolgender US-amerikanischer Gangsterfilme. |
| Der öffentliche Feind (OT: The Public Enemy)                                                                        | USA       | 1931 | William A. Wellman             | Der Film basierte auf dem unveröffentlichten Roman Beer and Blood von John Bright und Kubec Glasmon, die selbst Erfahrungen mit dem Gangster-Milieu hatten. |
| Der Pate | USA       | 1972 | Francis Ford Coppola           | Das Attentat auf Don Vito ist angelehnt an die Ermordung von Francesco Scalice – ehem. Boss der Gambino-Familie – der vor einem Obststand erschossen wurde. Die Rolle von „Moe Greene“ basiert auf Bugsy Siegel.                                                                                         |
| Der Pate – Teil II                                                                                                  | USA       | 1974 | Francis Ford Coppola           | Der von Hyman Roth geflüsterte Satz „Wir sind größer als US Steel“, basiert auf ein Tonbandmitschnitt von Meyer Lansky. Die Rolle des „Don Fanucci“ basiert auf den Black-Hand-Gang-Begründer Ignazio „Lupo“ Saietta und ist ebenso angelehnt an den ehem. „King of Little Italy“, Giosue Gallucci.      |
| Der Pate III | USA       | 1990 | Francis Ford Coppola           | Bereits 1990 war John Gotti schon ein prominenter Gangster und war die Inspiration für den Charakter „Joey Zasa“. Ebenso soll aber auch Joey Gallo als Inspiration gedient haben. |
| Der Pate und das Showgirl (OT: Sugartime)                                                                           | USA       | 1995 | John N. Smith                  | Film über Sam Giancana während der frühen 1960er Jahre. |
| Der Pate von Harlem (OT: Black Caesar)                                                                              | USA       | 1973 | Larry Cohen                    | Blaxploitation-Gangsterfilm |
| Der Pate von New York (OT: Boss of Bosses)                                                                          | USA       | 2001 | Dwight H. Little               | Film über die Karriere von Paul Castellano |
| Der Sizilianer | USA       | 1987 | Michael Cimino                 | Film über Salvatore Giuliano, nach einem Roman von Mario Puzo |
| Der Tag der Eule | I         | 1968 | Damiano Damiani                | Nach einem Roman von Leonardo Sciascia. |
| Der Teufel führt Regie (OT: Il boss)                                                                                | I         | 1973 | Fernando Di Leo                | |
| Der Tiger (OT: The Enforcer)                                                                                        | USA       | 1951 | Bretaigne Windust, Raoul Walsh | Der Film ist angelehnt an die Geschichte von und die Verfahren gegen Louis Buchalter und dessen Verwicklung in die Murder, Inc. |
| Der Unbarmherzige (OT: Lo spietato)                                                                                 | I/F       | 2019 | Renato De Maria                | Der Film erzählt eine Geschichte der Maifa der 1980er Jahre in Mailand. |
| Der Unbestechliche – Mörderisches Marseille (OT: La French)                                                         | F/B       | 2014 | Cédric Jimenez                 | Film über die „French Connection“ |
| Der Untergang der Cosa Nostra (alt. TV: Der Todeskuss der Cosa Nostra, alt. DVD: Iron Rules – Nach eisernen Regeln) | USA       | 1996 | Robert Harmon                  | TV-Produktion über John Gotti und die Machtkämpfe in der Gambino-Familie. |
| Il Traditore – Als Kronzeuge gegen die Cosa Nostra (OT: Il traditore)                                               | I/F/BRA/D | 2019 | Marco Bellocchio               | Film über Tommaso „Don Masino“ Buscetta |
| Die 100 Tage von Palermo                                                                                            | I/F       | 1984 | Giuseppe Ferrara               | Der Film schildert die letzten hundert Tage im Leben des Generals Carlo Alberto Dalla Chiesa, der im Kampf gegen die Mafia 1982 als Präfekt nach Palermo berufen wurde. |
| Die Ehre der Prizzis (OT: Prizzi’s Honor)                                                                           | USA       | 1985 | John Huston                    | Mafiakomödie |
| Die ehrenwerte Familie (OT: L’onorato famiglia, uccidere è cosa nostra)                                             | I         | 1973 | Tonino Ricci                   | |
| Die Eskorte | I         | 1993 | Ricky Tognazzi                 | |
| Die Faust im Nacken (OT: On the Waterfront)                                                                         | USA       | 1954 | Elia Kazan                     | Die Rolle von Johnny Friendly beruht auf Gambino-Boss Albert Anastasia |
| Die Gangsterschlacht von Kansas City (OT: The Kansas City Massacre)                                                 | USA       | 1975 | Dan Curtis                     | Film über Melvin Purvis und seinen Kampf gegen die Bande von John Dillinger |
| Die Macht und ihr Preis (OT: Cadaveri eccellenti)                                                                   | F/I       | 1976 | Francesco Rosi                 | Nach einem Roman von Leonardo Sciascia. |
| Die Mafia mordet nur im Sommer                                                                                      | I         | 2013 | Pierfrancesco Diliberto        | Mafiakomödie |
| Die Mafiosi-Braut                                                                                                   | USA       | 1988 | Jonathan Demme                 | Mafiakomödie |
| Die Rache der Camorra (OT: I Guappi)                                                                                | I         | 1974 | Pasquale Squitieri             | |
| Die Rache des Johnny Cool (OT: Johnny Cool)                                                                         | F         | 1963 | William Asher                  | |
| Die schwarze Hand der Mafia (OT: Inside the Mafia)                                                                  | USA       | 1959 | Edward L. Cahn                 | Basiert auf dem Mord an Albert Anastasia und dem darauffolgenden „Apalachin-Meeting“ |
| Die Valachi-Papiere                                                                                                 | I/F       | 1972 | Terence Young                  | Film über die Geschichte der New Yorker Mafia von den 1930er Jahren, bis zur Verhaftung von Joseph Valachi in den 1950er Jahren und dessen Aussage als Kronzeuge gegen die Genovese-Familie |
| Die wahren Bosse – Ein teuflisches Imperium (OT: Mobsters)                                                          | USA       | 1991 | Michael Karbelnikoff           | Film über den Aufstieg von Lucky Luciano, den Krieg von Castellammare und der Gründung der Fünf Familien, sowie des National Crime Syndicate's. |
| Die wilden Zwanziger                                                                                                | USA       | 1939 | Raoul Walsh                    | |
| Dillinger und Capone                                                                                                | USA       | 1995 | Jon Purdy                      | Film über eine Fehde zwischen John Dillinger und Al Capone |
| Donnie Brasco | USA       | 1997 | Mike Newell                    | Film über den in der Bonanno-Familie verdeckt ermittelnden Joseph Pistone, Bonanno-Mitglied „Lefty“ Ruggiero und Bonanno-Capo Dominic „Sonny Black“ Napolitano, sowie den „three capos murder“. |
| Es war einmal in Amerika                                                                                            | USA       | 1984 | Sergio Leone                   | Die Handlung basiert teilweise auf dem autobiografischen Roman The Hoods von Harry Grey (ein Pseudonym von Herschel Goldberg). |
| F.I.S.T. – Ein Mann geht seinen Weg                                                                                 | USA       | 1978 | Norman Jewison                 | |
| Falcone – Im Fadenkreuz der Mafia (OT: Excellent Cadavers)                                                          | I/USA     | 1999 | Ricky Tognazzi                 | Film über den Mafiaverfolger Giovanni Falcone und Mafiosi wie Tommaso Buscetta, „Totò“ Riina und mehr. |
| Federal Protection – Im Visier der Mafia                                                                            | USA/CDN   | 2002 | Anthony Hickox                 | |
| Fesseln der Macht (OT: True Confessions)                                                                            | USA       | 1981 | Ulu Grosbard                   | |
| Find Me Guilty – Der Mafiaprozess                                                                                   | USA       | 2006 | Sidney Lumet                   | Film über Jackie DiNorscio und den großen Prozess gegen die Lucchese-Familie. |
| Freshman | USA       | 1990 | Andrew Bergman                 | Mafiakomödie mit Marlon Brando. |
| Gangster Land | USA       | 2017 | Timothy Woodward Jr.           | Film über Al Capone und Jack „Machine Gun“ McGurn. |
| Gangster Squad | USA       | 2013 | Ruben Fleischer                | Film über den Kosher-Nostra-Mobster Mickey Cohen, seine Rivalitäten mit Cosa Nostra-Oberhaupt Jack Dragna aus Los Angeles und der Verfolgung durch Sergeant John O’Mara. |
| Allein gegen die Unterwelt (OT: Getting Gotti)                                                                      | USA       | 1994 | Roger Young                    | Über eine fiktive US-Staatsanwältin aus Brooklyn, die versucht, John Gotti und den Gambino-Clan rechtlich zu belangen. |
| Giovanni Falcone – Im Netz der Mafia                                                                                | I         | 1993 | Giuseppe Ferrara               | Film über Giovanni Falcone. |
| Gomorrha – Reise in das Reich der Camorra                                                                           | I         | 2008 | Matteo Garrone                 | Spielfilm nach dem gleichnamigen Tatsachenbericht von Roberto Saviano. |
| GoodFellas – Drei Jahrzehnte in der Mafia                                                                           | USA       | 1990 | Martin Scorsese                | Film mit wahren Begebenheiten über Henry Hill, James „Jimmy“ Burke und Lucchese-Capo Paul „Paulie“ Vario. |
| Gotti | USA       | 2018 | Kevin Connolly                 | Film über das Leben des berüchtigten Mafiosos John Gotti während seines Aufstieges und Falls in den Reihen der Gambino-Familie. |
| Grüße von der Cosa Nostra (alt. TV: Im Auftrag der Cosa Nostra, OT: Cose di Cosa Nostra)                            | I/F       | 1971 | Steno                          | |
| Harlem, N.Y.C. – Der Preis der Macht (OT: Hoodlum)                                                                  | USA       | 1997 | Bill Duke                      | Film über die Bandenkriege zwischen der New Yorker Mafia um Lucky Luciano und Dutch Schultz auf der einen und den Gangstern um Stephanie St. Clair und Bumpy Johnson aus Harlem auf der anderen Seite.                                                                                                   |
| Hexenkessel (OT: Mean Streets)                                                                                      | USA       | 1973 | Martin Scorsese                | Scorseses erster Mafiafilm. |
| Il camorrista (Eng: The Professor)                                                                                  | I         | 1986 | Giuseppe Tornatore             | Film über den Camorra-Boss Raffaele Cutolo |
| Il Divo | I         | 2008 | Paolo Sorrentino               | Der Film erzählt die Verflechtungen des ehemaligen italienischen Ministerpräsidenten Giulio Andreotti mit der Mafia. |
| Il Giudice ragazzino                                                                                                | I         | 1994 | Alessandro Di Robilant         | |
| Im Dutzend zur Hölle (OT: Il consigliori)                                                                           | I         | 1973 | Alberto De Martino             | |
| Im Namen des Gesetzes                                                                                               | I         | 1949 | Pietro Germi                   | |
| Im Vorhof der Hölle (OT: State of Grace)                                                                            | USA       | 1990 | Phil Joanou                    | |
| In den Straßen der Bronx (OT: A Bronx Tale)                                                                         | USA       | 1993 | Robert De Niro                 | Die Geschichte, geschrieben von Chazz Palminteri, ist halb-autobiographisch. Sein wirklicher Name ist Calogero Lorenzo Palminteri. In den Straßen der Bronx ist die erste Regiearbeit von Robert De Niro.                                                                                                |
| In den Straßen von Brooklyn (OT: A Brooklyn State of Mind)                                                          | USA       | 1998 | Frank Rainone                  | |
| J.D., der Killer (OT: The Rise and Fall of Legs Diamond)                                                            | USA       | 1960 | Budd Boetticher                | Film über Jack „Legs“ Diamond. |
| Jack Ruby – Im Netz der Mafia (OT: Ruby)                                                                            | USA       | 1991 | John Mackenzie                 | Film über Jack Ruby |
| Jimmy Hoffa | USA       | 1992 | Danny DeVito                   | Biografie von Jimmy Hoffa |
| John Wick: Kapitel 2                                                                                                | USA       | 2017 | Chad Stahelski                 | In diesem Film wird der fiktive Auftragskiller John Wick von der Camorra gejagt, nachdem dieser ein Camorra-Oberhaupt ermordete. |
| King of New York – König zwischen Tag und Nacht                                                                     | USA       | 1990 | Abel Ferrara                   | |
| Knockaround Guys | USA       | 2002 | Brian Koppelman                | |
| Lansky – Der Pate von Las Vegas                                                                                     | USA       | 2021 | Eytan Rockaway                 | Film über Kosher-Nostra-Mobster Meyer Lansky. |
| L’Immortale – Der Unsterbliche                                                                                      | I         | 2019 | Marco D’Amore                  | Gomorrha-Spin-off |
| L’ultimo dei Corleonesi                                                                                             | I         | 2007 | Alberto Negrin                 | Über Michele Navarra, Luciano Liggio, Salvatore Riina und Bernardo Provenzano. |
| L’ultimo padrino | I         | 2008 | Marco Risi                     | zweiteiliger Spielfilm über die letzte Zeit von Bernardo Provenzano’s Flucht vor der Strafverfolgung |
| Last Man Standing                                                                                                   | USA       | 1996 | Walter Hill                    | |
| Legend | GB/F      | 2015 | Brian Helgeland                | über den Aufstieg und Fall der berüchtigten Kray-Zwillinge in London und deren Zusammenarbeit mit Angelo Bruno – ehem. Oberhaupt der Philadelphia-Mafia |
| Live by Night | USA       | 2016 | Ben Affleck                    | |
| Love Ranch | USA       | 2010 | Taylor Hackford                | |
| Lucky Luciano | I/USA     | 1973 | Francesco Rosi                 | Film über den legendären US-amerikanischen Mobster Lucky Luciano. |
| Mafia! – Eine Nudel macht noch keine Spaghetti! (OT: Jane Austen’s Mafia!)                                          | USA       | 1998 | Jim Abrahams                   | Mafiakomödie in der Filme wie „Der Pate“, „Casino“ und „GoodFellas“ parodiert werden. |
| Mafia Inc. | CDN       | 2019 | Daniel Grou                    | Drama mit Marc-André Grondin. |
| Malavita – The Family                                                                                               | USA/F     | 2013 | Luc Besson                     | Mafiakomödie mit Robert De Niro. |
| Mann mit Ehre – Du achtest nur, was du fürchtest (OT: Men of Respect)                                               | USA       | 1991 | William Reilly                 | |
| Männer ohne Ehre (OT: Toni)                                                                                         | F/I       | 1998 | Philomène Esposito             | |
| Meet the Mobsters – Seine Stimme ist tödlich! (OT: Johnny Slade’s Greatest Hits)                                    | USA       | 2005 | Larry Blamire                  | Mafiakomödie |
| Meyer Lansky – Amerikanisches Roulette                                                                              | USA       | 1999 | John McNaughton                | Film über Meyer Lansky. |
| Mickey Blue Eyes | USA       | 1999 | Kelly Makin                    | Mafiakomödie |
| Miller’s Crossing                                                                                                   | USA       | 1990 | Joel Coen                      | |
| Mob Town | USA       | 2019 | Danny A. Abeckaser             | Film über das sogenannte „Apalachin-Meeting“, ein Gipfeltreffen der Amerikanischen Cosa Nostra das im Jahr 1957 durch Strafverfolgungsbehörden vorzeitig aufgedeckt wurde und die Existenz der italo-amerikanischen Mafia bestätigte.                                                                    |
| Money Kings (OT: Vig, alt. DVD: Der Abkassierer)                                                                    | USA       | 1998 | Graham Theakston               | |
| My Brother Anastasia (OT: Anastasia mio fratello)                                                                   | I         | 1973 | Stefano Vanzina                | Mafiakomödie mit Rollen wie Albert Anastasia und Frank Costello. |
| Nitti – Der Bluthund (OT: Frank Nitti: The Enforcer)                                                                | USA       | 1988 | Michael Switzer                | Film über den Aufstieg von Frank Nitti. |
| Once Upon a Time in Brooklyn                                                                                        | USA       | 2013 | Paul Borghese                  | |
| Once Upon a Time in Queens                                                                                          | USA       | 2013 | David Rodríguez Caballero      | |
| Oscar – Vom Regen in die Traufe                                                                                     | USA       | 1991 | John Landis                    | Mafiakomödie |
| Palermo Milano – Flucht vor der Mafia                                                                               | I         | 1996 | Claudio Fragasso               | |
| Pate der Bronx (OT: La legge della Camorra)                                                                         | I         | 1973 | Demofilo Fidani                | |
| Pizza Connection | I         | 1985 | Damiano Damiani                | Film über die Pizza Connection |
| Public Enemies | USA       | 2009 | Michael Mann                   | Film über den berüchtigten Bankräuber John Dillinger. Der Boss der Chicagoer Mafia, Frank Nitti, wird durch Bill Camp verkörpert. |
| Reine Nervensache (OT: Analyze This)                                                                                | USA       | 1999 | Harold Ramis                   | Mafiakomödie |
| Reine Nervensache 2 (OT: Analyze That)                                                                              | USA       | 2002 | Harold Ramis                   | Mafiakomödie |
| Revolte in der Unterwelt (OT: The Outfit)                                                                           | USA       | 1973 | John Flynn                     | Über das Chicago Outfit |
| Road to Perdition                                                                                                   | USA       | 2002 | Sam Mendes                     | Film, in dem auch das Chicago Outfit eine Rolle spielt. Frank Nitti wird durch Stanley Tucci verkörpert. |
| Rob the Mob – Mafia ausrauben für Anfänger                                                                          | USA       | 2014 | Raymond De Felitta             | Wahre Geschichte über ein junges Paar (Thomas und Rosemarie Uva), das während des großen John Gotti-Prozesses, Social-Clubs von den Gambinos und Bonnanos überfiel. |
| Run All Night | USA       | 2015 | Jaume Collet-Serra             | |
| Running Scared | USA       | 2006 | Wayne Kramer                   | |
| Scarface | USA       | 1932 | Howard Hawks                   | Der Film ist angelehnt an das Leben von Al Capone, der ebenso den Spitznamen „Scarface“ trägt. |
| Scarface | USA       | 1983 | Brian De Palma                 | Neuverfilmung, die in Miami spielt und den Aufstieg und Fall eines kubanischen Drogenbarons beschreibt. |
| Schatten über Neapel                                                                                                | I/BRD     | 1951 | Marino Girolami                | Film über die frühe Zeit der Camorra |
| Sinatra Club – Der Club der Gangster                                                                                | USA       | 2010 | James Quattrochi               | Low-Budget-Film über den jungen John Gotti, der versucht, die derzeit verfeindeten Fünf Familien bei einem gemeinsamen Überfall zu vereinigen |
| Smokin’ Aces | USA       | 2006 | Joe Carnahan                   | |
| Stand Up Guys | USA       | 2012 | Fisher Stevens                 | |
| Streets of Philadelphia – Unter Verrätern (OT: 10th & Wolf)                                                         | USA       | 2006 | Robert Moresco                 | |
| Suburra – 7 Tage bis zur Apokalypse                                                                                 | I         | 2015 | Stefano Sollima                | |
| Tarantella | D         | 2021 | Nuno-Miguel Wong               | |
| Testament in Blei (OT: Crazy Joe)                                                                                   | USA/I     | 1973 | Carlo Lizzani                  | Film über Joseph „Crazy Joe“ Gallo. |
| The Big Heist | USA       | 2001 | Robert Markowitz               | Der Film erzählt die Geschichte über den Lufthansa-Raub von 1978, durch den Drahtzieher James „Jimmy“ Burke und seine Verbundenheit zu Mobstern wie Henry Hill und der Lucchese-Familie. |
| The Equalizer 3 – The Final Chapter                                                                                 | USA       | 2023 | Antoine Fuqua                  | |
| The Iceman | USA       | 2012 | Ariel Vromen                   | Film über den Mafia-Killer Richard Kuklinski, Spitzname „The Iceman“ aus der DeMeo-Crew. Gambino-Mitglied Roy DeMeo wird gespielt von Ray Liotta. |
| The Irishman | USA       | 2019 | Martin Scorsese                | Film über den mit der Bufalino-Familie von der amerikanischen Cosa Nostra assoziierten Auftragsmörder Frank „The Irishman“ Sheeran und seine Verstrickung im Verschwinden des Gewerkschaftsführers Jimmy Hoffa.                                                                                          |
| The Last Godfather                                                                                                  | COR       | 2010 | Shim Hyung-rae                 | Mafiakomödie |
| The Many Saints of Newark                                                                                           | USA       | 2021 | Alan Taylor                    | Die Sopranos-Spin-off |
| The Mob – Der Pate von Manhattan (OT: Witness to the Mob)                                                           | USA       | 1998 | Thaddeus O’Sullivan            | Produzent: Robert De Niro; Der Film erzählt die Mafia-Karriere des Gangsters Sammy Gravano, in der Gambino-Familie und seine Beziehung zu John Gotti. |
| The Neighborhood | K         | 2017 | Frank D’Angelo                 | |
| The Outfit | USA       | 1993 | J. Christian Ingvordsen        | Film über Bandenkriege rund um Dutch Schultz, Lucky Luciano und Jack „Legs“ Diamond während der Prohibition. |
| The Outfit – Verbrechen nach Maß                                                                                    | USA       | 2022 | Graham Moore                   | |
| The Return of Joe Rich – Das neue Gesetz der Mafia                                                                  | USA       | 2011 | Sam Auster                     | |
| The Untouchables – Die Unbestechlichen                                                                              | USA       | 1987 | Brian De Palma                 | Film über den Kampf von Eliot Ness gegen Al Capone |
| The Wannabe | USA       | 2015 | Nick Sandow                    | Film über Thomas und Rosemarie Uva – ein Paar, das während des großen John Gotti-Prozesses, Social-Clubs von der italo-amerikanischen Mafia in New York City überfiel. |
| This Thing of Ours                                                                                                  | USA       | 2003 | Danny Provenzano               | Mafioso John „Sonny“ Franzese ist in den Film-Credits als „Associate Producer“ angegeben. |
| Ultimo | I         | 1988 | Stefano Reali                  | Film über Polizeikommandant Roberto Di Stefano und Salvatore Riinas Verhaftung |
| Unorganized Crime                                                                                                   | USA       | 2017 | Nick Vallelonga                | Mafiakomödie |
| Unterwelt (OT: Murder Inc.)                                                                                         | USA       | 1960 | Stuart Rosenberg               | Film über die Geschichte der realen Murder, Inc., einer Organisation von Auftragskillern, die für das National Crime Syndicate Morde ausgeübt hat. |
| Vault | USA       | 2019 | Tom DeNucci                    | Film über den Bonded Vault-Überfall, bei dem der Patriarca-Familie im Jahr 1975 circa 30 Millionen US-Dollar gestohlen wurden. |
| Vendetta – Das Gesetz der Gewalt                                                                                    | USA       | 1999 | Nicholas Meyer                 | Film über die italienische Einwandererschaft in New Orleans Ende des 19. Jahrhunderts, in welchem auch die Bosse Joseph Macheca und Charles Matranga größere Rollen spielen. |
| Verne Miller – Staatsfeind Nr. 1 (OT: The Verne Miller Story)                                                       | USA       | 1987 | Rod Hewitt                     | Film über den Gangster Vernon C. Miller. |
| Von Corleone nach Brooklyn (OT: Da Corleone a Brooklyn)                                                             | I         | 1979 | Umberto Lenzi                  | |
| Welcome to the Family: A Mob Film                                                                                   | USA       | 2013 | Anthony Costanza               | Mafiakomödie |
| Wer erschoss Salvatore G.? (OT: Salvatore Giuliano)                                                                 | I         | 1961 | Francesco Rosi                 | Dokumentarischer Spielfilm über Salvatore Giuliano |
| Wir, die Trottel vom 12. Revier (OT: 2 mafiosi contro Al Capone)                                                    | I         | 1969 | Giorgio Simonelli              | Mafiakomödie über zwei Polizisten, die versuchen Al Capones Organisation zu infiltrieren |
| Wise Guys – Zwei Superpflaumen in der Unterwelt (auch: Wise Guys – Zwei ausgeschlafene Jungs)                       | USA       | 1986 | Brian De Palma                 | Mafiakomödie |
| Wo Gangster um die Ecke knallen (OT: The Gang That Couldn’t Shoot Straight)                                         | USA       | 1971 | James Goldstone                | Film, wie auch der Roman sind vom Leben Joseph „Crazy Joe“ Gallo inspiriert. |
| Zeit des Zorns (OT: Il lungo silenzio)                                                                              | I         | 1993 | Margarethe von Trotta          | |
| Zwei Särge auf Bestellung                                                                                           | I         | 1967 | Elio Petri                     | Nach einer Novelle von Leonardo Sciascia. |

## Fernsehserien
| Serientitel                              | Land            | Jahr       | Produktionsunternehmen                                                                          | Anmerkung |
| ---------------------------------------- | --------------- | ---------- | ----------------------------------------------------------------------------------------------- | --- |
| The Good Mothers                         | I/GB            | 2023       | House Productions, Wildside                                                                     | Miniserie, basierend auf dem gleichnamigen Roman von Alex Perry, der auf wahren Begebenheiten beruht. |
| Tulsa King                               | USA             | 2022, seit | MTV Entertainment Studios, 101 Studios                                                          | Fiktive Serie über einen New Yorker Capo von der amerikanischen Cosa Nostra der im Auftrag seiner Mafia-Familie nach seiner Entlassung nach Tulsa ins Exil geschickt wird.                                                                 |
| The Offer                                | USA             | 2022       | Paramount Television Studios                                                                    | Miniserie über die Entstehungsgeschichte des Films Der Pate und Joseph „Joe“ Colombos Einfluss auf die Filmproduktion aus der Sicht des Produzenten Albert S. Ruddy.                                                                       |
| L’Ora – Worte gegen Waffen               | I               | 2022, seit | Indiana Production, Reti Televisive Italiane                                                    | Die Serie handelt von Investigativ-Journalisten der Tageszeitung L’Ora und ihren Enthüllungen über Machenschaften der Mafia in Corleone ab den späten 1950er Jahren.                                                                       |
| ZeroZeroZero                             | I/MEX/USA/SN/MA | 2020       | Cattleya, Bartlebyfilm                                                                          | Die fiktive Serie folgt der Reise einer großen Sendung Kokain von Mexiko nach Italien, geordert von der kalabrischen ’Ndrangheta aus Gioia Tauro.                                                                                          |
| Gravesend                                | USA             | 2020, seit | West Street Productions                                                                         | Fiktive Serie über einen italo-amerikanischen Mafia-Soldaten aus Brooklyn während der 1980er-Jahre. |
| Godfather of Harlem                      | USA             | 2019, seit | ABC Signature, Significant Productions, Chris Brancato Inc.                                     | Serie über den Aufstieg des afro-amerikanischen Gangsters „Bumpy“ Johnson aus Harlem, und seines Kampfes gegen die Genovese-Mafia-Familie während der 1960er-Jahre.                                                                        |
| The Hunter (OT: Il Cacciatore)           | I               | 2018–2021  | Cross Productions, Beta Film, Rai Fiction                                                       | Serie über einen Provinz-Staatsanwalt, der während der frühen 1990er Jahre Jagd auf die Führungsriege der sizilianischen Cosa Nostra macht.                                                                                                |
| Gigantes                                 | E               | 2018–2019  | Movistar+                                                                                       | Serie über einen fiktiven Mafia-Clan aus Madrid. |
| Bad Blood                                | CDN             | 2017–2018  | Sphère Média Plus, New Metric Media                                                             | Serie über die italienisch-kanadische Rizzuto-Familie aus Montreal, basierend auf dem im Jahr 2015 veröffentlichten Buch Business or Blood: Mafia Boss Vito Rizzuto’s Last War von Antonio Nicaso und Peter Edwards.                       |
| Suburra: Blood on Rome                   | I               | 2017–2020  | Cattleya, Netflix                                                                               | Fiktive Serie über die Machenschaften von Mafia-Clans in Rom. Die Serie ist die Vorgeschichte des Spielfilms Suburra aus dem Jahr 2015. |
| Gomorrha                                 | I               | 2014–2021  | Cattleya, Sky Studios                                                                           | Fiktive Serie über Machenschaften verschiedener Camorra-Clans aus Neapel. |
| Peaky Blinders – Gangs of Birmingham     | GB              | 2013–2022  | Caryn Mandabach Productions, Tiger Aspect Productions                                           | Die dritte Staffel der Serie spielt im Jahr 1925 und handelt von einer Vendetta zwischen den in Birmingham ansässigen Peaky Blinders und einer Familie der amerikanischen Cosa Nostra aus New York City, auch bekannt als „Schwarze Hand“. |
| Mob City                                 | USA             | 2013–2014  | Darkwoods Productions, Swiftly Productions, Michael DeLuca Productions, TNT Original Production | Die Serie basiert auf wahren Begebenheiten des L.A.P.D. und Gangstern der 1940er Jahre in Los Angeles, wie Bugsy Siegel und Meyer Lansky.                                                                                                  |
| Il clan dei camorristi                   | I               | 2013       | Taodue                                                                                          | Fiktive Serie über einen Camorra-Clan in den frühen 1980er Jahren. |
| Lilyhammer                               | N/USA           | 2012–2014  | Rubicon TV, Renegade TV                                                                         | Fiktive Serie über New Yorker Mafioso Frank Tagliano, der im norwegischen Lillehammer ein neues Leben anzufangen versucht, aber stets in alte Muster verfällt und von der Vergangenheit heimgesucht wird.                                  |
| Magic City                               | USA             | 2012–2013  | Media Talent Group, South Beach Productions                                                     | Die Serie spielt in den 1950er Jahren und zeigt, wie sich der fiktive Ike Evans in Miami mit Hilfe der Mafia seinen Traum vom eigenen Luxushotel erfüllt.                                                                                  |
| The Mob Doctor                           | USA             | 2012–2013  | Sony Pictures Television, Osprey Productions, Rooney McP Productions                            | Serie über eine Ärztin die in Chicago für die Mafia arbeitet um die Schulden ihres Bruders zu begleichen. Die Serie basiert auf dem Roman Il Dottore: The Double Life of a Mafia Doctor von Ron Felber.                                    |
| Boardwalk Empire                         | USA             | 2010–2014  | Home Box Office                                                                                 | Die Serie spielt in den 1920er Jahren mit wahren Begebenheiten verschiedener Mobster in Atlantic City, Chicago und New York City während der Prohibition in den Vereinigten Staaten.                                                       |
| Romanzo Criminale – Der Pate von Rom     | I               | 2008–2010  | Cattleya, Sky Studios                                                                           | Serie über die römische „Magliana-Bande“ und basierend auf dem im Jahr 2002 veröffentlichten gleichnamigen Roman von Giancarlo De Cataldo.                                                                                                 |
| Il capo dei capi                         | I               | 2007       | Taodue                                                                                          | Miniserie über das Leben des sizilianischen Mafiabosses Salvatore Riina, seinen Aufstieg mit Bernardo Provenzano und den zweiten großen Mafiakrieg innerhalb der Cosa Nostra.                                                              |
| The Black Donnellys                      | USA             | 2007       | National Broadcasting Company                                                                   | Fiktive Serie über vier irischstämmige Brüdern und ihre Verstrickungen in das organisierte Verbrechen in New Yorks Hell’s Kitchen |
| Die Sopranos                             | USA             | 1999–2007  | Home Box Office                                                                                 | Serie über eine fiktive italo-amerikanische Mafiafamilie in New Jersey, in der oft Bezug auf Filme oder Geschehnisse der amerikanischen Cosa Nostra genommen wird.                                                                         |
| Mafiosa                                  | F               | 2006–2014  | Studiocanal, Image & Compagnie                                                                  | Fiktive Serie über eine Anwältin die sich in der Rolle des neuen Oberhaupts eines korsischen Mafia-Clans wiederfindet. |
| Brotherhood                              | USA             | 2006–2008  | Gangtackle Productions, Mandalay Television                                                     | |
| The Last Don II                          | I               | 1998       | Konigsberg/Sanitsky Company                                                                     | |
| The Last Don                             | I               | 1997       | Konigsberg/Sanitsky Company                                                                     | Fiktive Miniserie, basierend auf dem gleichnamigen Roman von Mario Puzo. |
| Allein gegen die Mafia (OT: La Piovra)   | I               | 1984–2001  | Rai – Radiotelevisione Italiana u.w.                                                            | Serie über die Arbeit von italienischen Polizeikommissaren und Untersuchungsrichtern gegen die Mafia. |
| Crime Story                              | USA             | 1986–1988  | Michael Mann Productions, New World Pictures                                                    | Fiktive Serie über einen Nachwuchs-Gangster in den 1960er Jahren aus Chicago. |
| Die Unbestechlichen (alt.: Chicago 1930) | USA             | 1959–1963  | Desilu Productions, Langford Productions                                                        | Serie, basierend auf den gleichnamigen Memoiren der Prohibitionsagenten Eliot Ness und Oscar Fraley aus dem Jahr 1957, über die Die Unbestechlichen und ihren Kampf gegen die Machenschaften des Chicago Outfit.                           |

## Dokureihen
| Filmtitel                                                                                      | Land | Jahr       | Produktionsunternehmen                                        | Anmerkung |
| ---------------------------------------------------------------------------------------------- | ---- | ---------- | ------------------------------------------------------------- | --- |
| Mafia Spies                                                                                    | USA  | 2024       | CreativeChaos vmg, Danny Strong Productions, Jackson Pictures | 6-teilige Dokureihe des Streamingdienstes Paramount+ über die Zusammenarbeit der CIA und der amerikanischen „Cosa Nostra“ während des kalten Krieges, zur Destabilisierung der kubanischen Regierung unter Fidel Castro.                                                              |
| Narco Wars – Der Kampf gegen Drogen                                                            | GB   | 2020, seit | Wall to Wall Media                                            | Die 6-teilige zweite Staffel der Dokureihe des National Geographic Channel behandelt den Drogenhandel von Mitgliedern und Assoziierten der amerikanischen Cosa Nostra. |
| Stadt der Angst: New York gegen die Mafia (OT: Fear City: New York vs The Mafia)               | USA  | 2020       | Raw Television, Brillstein Entertainment Partners             | 3-teilige Dokureihe des Streamingdienstes Netflix über die Macht der amerikanischen Cosa Nostra während der 1970er- und 1980er-Jahre, sowie über die Ermittlungen der Behörden die letztendlich zu dem berüchtigten „Mafia Commission Trial“ führten.                                 |
| Mafia Killer – Die Gangs von New York (OT: Mafia Killers with Colin McLaren)                   | USA  | 2018       | Bedlam Productions                                            | Dokureihe des Senders Reelz über Mobster der amerikanischen Cosa Nostra aus New York City. |
| John Gotti: Das Erbe eines Mafioso (OT: Gotti: Godfather and Son)                              | USA  | 2018       | Kaufman Films                                                 | 4-teilige Dokureihe des Privatsenders A&E Network, über John Gotti. |
| Italiens Mafia                                                                                 | D    | 2017       | ZDF                                                           | 3-teilige Dokureihe des Fernsehprogramms ZDFinfo, über Süditaliens Mafia-Organisationen. |
| Amerikas Gangsterkönige                                                                        | D    | 2017       | ZDF                                                           | 3-teilige Dokureihe des Fernsehprogramms ZDF-History, über die amerikanische Cosa Nostra. |
| The Making of the Mob                                                                          | USA  | 2015–2016  | Stephen David Entertainment, AMC Studios                      | Die Serie dokumentiert die Entstehung des organisierten Verbrechens im 20. Jahrhundert in Amerika. Sie durchleuchtet den Aufstieg berüchtigter Mobster von der amerikanischen Cosa Nostra und der Kosher Nostra.                                                                      |
| Die amerikanische Mafia (OT: Inside the American Mob)                                          | USA  | 2013       | Left/Right Productions                                        | 6-teilige Dokureihe über die amerikanische Cosa Nostra. |
| Gangster – Die Geschichte des organisierten Verbrechens (OT: Gangster Empire: Rise of the Mob) | USA  | 2013       | LionHeart FilmWorks                                           | 6-teilige Dokureihe über die amerikanische Cosa Nostra. |
| Das Gesetz der Straße: Geständnisse der Mafia (OT: Mobster Confessions)                        | USA  | 2012       | High Noon Entertainment                                       | Einstige Mafia-Informanten der Bruno-Familie, der Gambino-Familie, der Colombo-Familie und dem Chicago Outfit, berichten in dieser 6-teiligen Dokureihe über ihr früheres Leben bei der italo-amerikanischen Mafia.                                                                   |
| Mobsters                                                                                       | USA  | 2007–2012  |                                                               | Dokureihe mit 4 Staffeln über die berüchtigtsten Figuren in der Geschichte des organisierten Verbrechens in Amerika. Sie durchleuchtet das Leben, den Aufstieg, oder die Taten berüchtigter Mobster von der amerikanischen Cosa Nostra, der Kosher Nostra und anderen Organisationen. |
| Die Mafia (OT: Inside the Mafia)                                                               | USA  | 2005       | Wall to Wall Media                                            | 4-teilige Dokureihe über die amerikanische Cosa Nostra und die originäre sizilianische Cosa Nostra. |
| Im Netz der Mafia – Die Geheimakten des FBI (OT: Mafia’s Greatest Hits)                        | GB   | 2012       | World Media Rights Productions                                | 13-teilige Dokureihe über Mitglieder und assoziierte der italo-amerikanischen Mafia. |
| Gangster Gallery (OT: Mobsters: A Rogues Gallery)                                              | USA  | 1998       |                                                               | 10-teilige Dokureihe über berüchtigte Verbrecher in den USA. |

## Dokumentarfilme (auf Deutsch synchronisiert)
| Filmtitel                                                                                               | Land       | Jahr | Regisseur                                       | Anmerkung |
| --- | ---------- | ---- | ----------------------------------------------- | --- |
| ’Ndrangheta – Das blutige Business einer Mafia (OT: ’Ndrangheta, une mafia d’affaires et de sang)       | F          | 2008 | Corradino Durruti                               | Dokumentarfilm über die kalabrische ’Ndrangheta. |
| Al Capone – Das Ende eines Gangsterbosses (OT: Taking Out Al Capone)                                    | USA        | 2004 |                                                 | Dokumentarische Episode von der Dokureihe Investigating History des Senders History über den Chicagoer Mobster „Al“ Capone. |
| Al Capone – Eine Gangster-Legende (OT: Al Capone: Icon)                                                 | USA        | 2014 | John Binder, Chris Valentini                    | Ein Dokumentarfilm über Al Capone. |
| Al Capone and The Untouchables                                                                          | GB         | 2008 | Chris Mitchell                                  | Dokumentarische Episode von der Dokureihe Geschichte made in Hollywood (OT: The True Story) über den Bezug zur Realität von der filmischen Darstellungen des Kampfes der Prohibitionsagenten, genannt „Die Unbestechlichen“ gegen den illegalen Alkoholhandel von Al Capone.                                        |
| Al Capones Erbe (OT: The Legacy of Al Capone)                                                           | USA        | 2000 | Damian Weyand                                   | Dokumentarische Episode von der Dokureihe Mysterien der Geschichte (OT: History’s Mysteries) des History Channels über Al Capone. |
| Al Capones Valentinstag (OT: The Saint Valentine’s Day Massacre)                                        | USA        | 2004 | Robert M. Wise                                  | Dokumentarische Episode des Programms Geschichte – Der Wahrheit auf der Spur (OT: Unsolved History) von Discovery Channel über Al Capone und das Valentinstag-Massaker. |
| Alte Familien, neue Banden – Sizilien zwischen Mafia und Migranten                                      | D          | 2017 | Ellen Trapp                                     | Eine von Bayerischer Rundfunk produzierte dokumentarische Episode für das Fernsehprogramm Weltspiegel-Reportage, über die sizilianische „Cosa Nostra“. |
| Baby-Mafia in Italien (OT: La Baby Camorra)                                                             | E          | 2018 |                                                 | Dokumentarische Episode von der Dokureihe Clandestino – Undercover in der Unterwelt mit David Beriain, über den Griff nach der Macht durch den Nachwuchs der „Camorra“ in Neapel. |
| Bei der Cosa Nostra in Sizilien (OT: Cosa Nostra: Institucionalizando La Mafia)                         | E          | 2019 |                                                 | Dokumentarische Episode von der Dokureihe Clandestino – Undercover in der Unterwelt mit David Beriain der in Sizilien u. a. auf Politiker, Mafia-Mitglieder und Mafia-Opfer trifft. |
| Bei der Ndrangheta in Kalabrien (OT: La Ndrangheta: El Imperio de la Cocaína en Europa)                 | E          | 2019 |                                                 | Dokumentarische Episode von der Dokureihe Clandestino – Undercover in der Unterwelt mit David Beriain der in der Lombardei und Kalabrien bei verschiedenen Treffen mit Dealern, Killern und Capos eines ’Ndrangheta-Clans mehr über die Machenschaften der kalabrischen Mafia-Organisation erfährt.                 |
| Bei der Sacra Corona Unita in Apulien (OT: Sacra Corona Unita: Los Reyes del Adriático)                 | E          | 2019 |                                                 | Dokumentarische Episode von der Dokureihe Clandestino – Undercover in der Unterwelt mit David Beriain, über die Sacra Corona Unita in Apulien. |
| Berlusconi und die Mafia (OT: Berlusconi et la Mafia, scandales à l’italienne)                          | F          | 2015 | Olivier Toscer                                  | Ein von „Cinétévé“ produzierter Dokumentarfilm über Silvio Berlusconi und seine Beziehungen zur sizilianischen Cosa Nostra. |
| Blutiger Pakt – Italien und die Mafia (OT: Italie et mafia, un pacte sanglant)                          | F          | 2017 | Cécile Allegra, Mario Amura                     | Dokumentarische Episode von der französischen Dokureihe „Docs interdits“, über den von 2013 bis 2018 andauernden Prozess zum sogenannten Staat-Mafia-Pakt (it.: „trattativa Stato-mafia“), welcher geheime Absprachen zwischen italienischen Funktionären und Mitgliedern der sizilianischen Cosa Nostra aufdeckte. |
| Casino                                                                                                  | GB         | 2009 | Chris Mitchell                                  | Dokumentarische Episode von der Dokureihe „Geschichte made in Hollywood“ (OT: The True Story) mit Frank Cullotta über die Darstellung seiner Person und der von Anthony „Tony the Ant“ Spilotro, sowie der illegalen Aktivitäten in Las Vegas für das „Chicago Outfit“ in dem Film Casino.                          |
| Corleone – Pate der Paten                                                                               | I/F        | 2019 | Mosco Boucault                                  | Zweiteiliger Dokumentarfilm über den Mafioso Salvatore „Totò“ Riina von den „Corleonesi“ der sizilianischen Cosa Nostra. |
| Cosa Nostra                                                                                             | F          | 2018 | Anne Veron                                      | Zweiteiliger Dokumentarfilm über die amerikanische Cosa Nostra und die originäre sizilianische Cosa Nostra. |
| Comeback der Mafia: Alte Clans, neue Methoden                                                           | D          | 2021 | Marta Schröer                                   | Dokumentarfilm über Geschäftspraktiken der sizilianischen Cosa Nostra. |
| Cosa Nostra in Deutschland – Die brutale Macht der Mafia                                                | D          | 2022 | Klaus Fiedler                                   | Dokumentarfilm über die sizilianische Cosa Nostra im Südwesten Deutschlands. |
| Das Doppelleben des Frank Sinatra (alt. TV: Sinatra – Star der Mafia, OT: Sinatra: Dark Star)           | FRA, D, GB | 2005 | Christopher Olgiati                             | Zweiteiliger Dokumentarfilm über das Leben von Frank Sinatra und seine Verbindung zu Mafiosi der amerikanischen Cosa Nostra. |
| Das Gesetz des Schweigens – Auf den Spuren der Mafia in Italien                                         | D          | 2011 |                                                 | Dokumentarfilm über die Cosa Nostra, ’Ndrangheta und Camorra. |
| Das Mafia-Paradies – Kuba vor der Revolution 1959 (OT: Cuba, Batista et la mafia)                       | D          | 2012 | Bernhard Pfletschinger                          | Dokumentarfilm über die amerikanische Cosa Nostra auf Kuba. |
| Das Phantom von Corleone                                                                                | I          | 2006 | Marco Amenta                                    | Dokumentarfilm über den Aufstieg von- und der Suche nach Bernardo Provenzano, bevor dieser verhaftet wurde. |
| Das Valentinstag-Massaker                                                                               | FRA        | 2017 | Emmanuel Blanchard, Dominique Kalifa            | Dokumentarische Episode über das Valentinstag-Massaker und Mafiosi während der Prohibition in den Vereinigten Staaten, von der Dokureihe Kriminalfälle, die Geschichte machten (OT: Faits Divers, l’histoire à la une)                                                                                              |
| Der Kampf gegen die Ndrangheta-Mafia (OT: Battling the ‘Ndrangheta)                                     | F          | 2015 | Clément Dudouet                                 | Ein von Ligne de Front produzierter Dokumentarfilm über die ’Ndrangheta. |
| Der Kennedy-Mord – Mythos und Wahrheit                                                                  | D          | 2007 | Jörg Müllner, Jean-Christoph Caron              | Dokumentarfilm über die Theorie, das Attentat auf John F. Kennedy sei eine Verschwörung der amerikanischen Cosa Nostra gewesen. |
| Der Papst und die Mafia                                                                                 | D          | 2015 | Jesus Garces Lambert                            | Dokumentarfilm über Dokumentarfilm über die Exkommunikation aller Mafiosi durch Papst Franziskus im Jahr 2014. |
| Die 10 Gebote der Mafia                                                                                 | USA        | 2008 | Chris Lent, Tom Willis                          | Ein von Wall to Wall Media produzierter Dokumentarfilm des Senders Discovery Channel, über einen schriftlich niedergelegten Verhaltenskodex der Cosa Nostra, der im November 2007 entdeckt wurde. |
| Die Camorra                                                                                             | GB         | 2013 |                                                 | Dokumentarische Episode über die Camorra mit Louis Ferrante, von der Dokureihe Der Gangster-Kodex. |
| Die Erben der Mafia – Italiens junge Paten (OT: Baby Mafia italienne : le nouveau visage de la terreur) | F          | 2018 | Raphaël Tresanini, Nicolas Dumond               | Dokumentarische Episode des französischen Fernsehprogramms „Enquête Exclusive“, über den Griff nach der Macht durch den Nachwuchs der Camorra. |
| Die Frauen der Mafia (OT: Mafia: la trahison des femmes)                                                | F          | 2014 | Barbara Conforti                                | Dokumentarische Episode über die ’Ndrangheta, von der Dokumentarserie Spécial Investigation. |
| Die Mafia                                                                                               | USA        | 2013 |                                                 | Dokumentarische Episode über die amerikanische Cosa Nostra, von der Dokureihe Geheimakte Amerika (OT: America’s Book of Secrets). |
| Die Mafia – System des Verbrechens (OT: The Definitive Guide to the Mob)                                | USA        | 2013 |                                                 | Dokumentarfilm mit dem einstigen Mafioso Michael Franzese über die amerikanische Cosa Nostra. |
| Die Mafia in New York (OT: Mafia NY: Lifestyles of the Rich and Dangerous)                              | USA        | 2002 | David Adler                                     | Ein von Huble Productions produzierter Dokumentarfilm über die Mafia in New York, für den Sender The Travel Channel. |
| Eliot Ness gegen Al Capone                                                                              | FRA        | 2009 | Patrick Jeudy                                   | Ein von Arte France und Temps Noir produzierter Dokumentarfilm über den Kampf des Prohibitionsagenten Eliot Ness gegen Al Capone. |
| Gaetano Badalamenti: Drogenmord im Namen der Mafia (OT: Murdered by the Mob)                            | GB         | 2011 |                                                 | Dokumentarische Episode von der Dokureihe Die schrecklichsten Verbrechen der Welt (OT: Great Crimes and Trials), über Gaetano Badalamenti. |
| Gangland Graveyard                                                                                      | USA        | 2005 | Larry Engel                                     | Dokumentarische Episode von der Dokureihe Secrets of the Dead, über den sogenannten „Three capos murder“ bei dem am 5. Mai 1981 drei Capos von der Bonanno-Familie ermordet wurden. |
| Gangster-Bosse (OT: Crime Lords)                                                                        | USA        | 2018 | Max Serio                                       | Dokumentarische Episode von der Dokureihe Inside the Criminal Mind, über die Mafia-Bosse Al Capone, John Gotti und Semjon Mogilewitsch, sowie die Kartell-Bosse Pablo Escobar und Joaquín „El Chapo“ Guzmán. |
| Getting Gotti                                                                                           | USA        | 2006 |                                                 | Dokumentarische Episode von der Dokureihe The Final Report, über John Gotti. |
| GoodFellas – Die wahre Geschichte (OT: The Real Goodfella)                                              | USA        | 2011 | Mark Lewis                                      | Dokumentarische Episode von der Dokureihe Horror Trips – Wenn Reisen zum Albtraum werden (OT: Banged Up Abroad) mit und über den Mobster Henry Hill. |
| Gott vergibt – die Mafia nie: Die Beichte eines Killers                                                 | D          | 2006 |                                                 | Dokumentarfilm über den ehemaligen Auftragsmörder der ’Ndrangheta namens Giorgio „Das Engelsgesicht“ Basile. |
| Im Namen des Gesetzes (OT: Master Plan)                                                                 | USA        | 2000 |                                                 | Dokumentarische Episode von der Dokureihe F.B.I. – Dem Verbrechen auf der Spur (OT: The FBI Files) über die Undercover-Aktion „Safebet“ aus den frühen 1980er Jahren des FBI, um dem Chicago Outfit Einhalt zu gebieten.                                                                                            |
| John Gotti                                                                                              | USA        | 2018 |                                                 | Dokumentarische Episode von der Dokureihe Kingpin – Die größten Verbrecherbosse, über John Gotti. |
| Las Vegas Mafia (OT: Vegas Mobster)                                                                     | USA        | 2013 |                                                 | Dokumentarische Episode von der Dokureihe Horror Trips – Wenn Reisen zum Albtraum werden (OT: Banged Up Abroad) mit Frank Cullotta, über seine Arbeit für das Chicago Outfit in Las Vegas. |
| Leben im Schatten der Mafia                                                                             | D          | 2014 | Mathilde Schwabeneder                           | Dokumentarfilm über die ’Ndrangheta und den internationalen Drogenschmuggel. |
| Mafia Neapel – Der lange Arm der Camorra (OT: Buscando Camorra - Nápoles, Italia)                       | E          | 2017 | Sonia López                                     | Dokumentarische Episode des spanischen Fernsehprogramms A las puertas del infierno für Movistar+, über die Methoden der Schutzgelderpressung von der Camorra in Neapel und die Omertà – dem Gesetz des Schweigens.                                                                                                  |
| Mafia: Das Ende des Schweigens                                                                          | D          | 1995 | Wolfgang Frei                                   | Dokumentarische Episode von der Fernsehsendung NZZ Format, über die Cosa Nostra. |
| Mafia: Zeugen der Anklage                                                                               | D          | 1996 | Wolfgang Frei                                   | Dokumentarische Episode von der Fernsehsendung NZZ Format, über die Cosa Nostra. |
| Mafia, Parasit                                                                                          | D          | 2010 | Carmen Butta                                    | Dokumentarfilm über die Cosa Nostra. |
| Mafiabosse und Putschisten                                                                              | D/F/GB     | 2016 | Florian Dedio, Emmanuel Amara, Kai Christiansen | Folge 3 der 8-teiligen dokumentarischen Serie Geheimes Kuba für ZDFinfo, unter anderem über die amerikanische Cosa Nostra auf Kuba. |
| Mafia-Krieg in Philadelphia (OT: The Great Philly Mob War)                                              | USA        | 2005 |                                                 | Dokumentarische Episode von der Dokureihe "F.B.I. – Dem Verbrechen auf der Spur" (OT: The FBI Files) über die Ermittlungen des FBI über die Philadelphia–South Jersey Mafia und den internen Mafia-Krieg um Giovanni „John“ Stanfa und Joseph „Skinny Joey“ Merlino.                                                |
| Mafioso – Im Herz der Finsternis                                                                        | F          | 2022 | Mosco Levi Boucault                             | Dokumentarfilm, in dem die drei ehem. Mafiosi Giuseppe „Pino“ Marchese, Giovanni Brusca und Francesco Paolo Anzelmo über ihre Morde im Auftrag der Cosa Nostra berichten. |
| Matteo Messina Denaro: Cosa Nostras letzter Pate                                                        | USA        | 2020 | Cyprien D’Haese, Caroline Du Saint              | Dokumentarische Episode von der Dokureihe Die meistgesuchten Verbrecher der Welt (OT: World's Most Wanted) des Streamingdienstes Netflix, über das mutmaßlich einflussreichste Oberhaupt der sizilianischen Cosa Nostra namens Matteo „U siccu“ Messina Denaro.                                                     |
| Mob Stories                                                                                             | USA        | 1993 | Marc Levin                                      | Dokumentarische Episode über die amerikanische Cosa Nostra, von der Dokuserie America Undercover. |
| Mörderische Gesellschaften – Eine Geschichte der Mafia                                                  | D          | 2010 | Bernhard Pfletschinger                          | Zweiteiliger Dokumentarfilm über die Cosa Nostra, ’Ndrangheta und Camorra. |
| New York Mafia (OT: John Gotti: Convicted)                                                              | USA        | 1999 |                                                 | Dokumentarische Episode von der Dokureihe "F.B.I. – Dem Verbrechen auf der Spur" (OT: The FBI Files) über die Ermittlungen des FBI über John Gotti. |
| Operation weiße Weste – Der Vormarsch der Mafia in Europa                                               | D          | 2015 | Edgar Wolf, Max Löschner                        | Dokumentarfilm über die ’Ndrangheta und den internationalen Drogenschmuggel. |
| Revier der Paten – Mafia in Mitteldeutschland                                                           | D          | 2016 |                                                 | Dokumentarische Episode des Fernsehprogramms Exakt – Die Story, über die ’Ndrangheta und russisch-eurasische Clans in Deutschland. |
| Salvatore Riina: Gefürchteter Mafiaboss (OT: Riina: Le verità nascoste)                                 | I          | 2018 | Jovica Nonkovic                                 | Dokumentarfilm über Salvatore Riina und sein Regime an der Spitze der Cosa Nostra. |
| Unternehmen Mafia – Italiens korrupte Wirtschaftsmacht                                                  | D          | 2011 |                                                 | Dokumentarfilm , über die ’Ndrangheta, Cosa Nostra und Camorra. |
| Vorsicht Mafia – Wie kriminelle Banden Deutschland bedrohen                                             | D          | 2014 | Marko Rösseler                                  | Dokumentarfilm über die italienische Mafia in Deutschland. |
| Whitey – Mafiaboss und FBI-Informant (OT: Whitey: United States of America v. James J. Bulger)          | USA        | 2014 | Joe Berlinger                                   | Dokumentarfilm über den Gerichtsprozess des irisch-amerikanischen Gangsterbosses James „Whitey“ Bulger aus South Boston und die Korruptionsvorwürfe innerhalb der höchsten Ebenen der Strafverfolgung in Massachusetts.                                                                                             |
| Whitey Bulger                                                                                           | USA        | 2018 |                                                 | Dokumentarische Episode von der Dokureihe Kingpin – Die größten Verbrecherbosse, über James „Whitey“ Bulger. |

## Geplante Filme und Serien
- Am 3. Oktober 2023 verkündete Sky, dass für die Serien Gomorrha und Romanzo Criminale – Der Pate von Rom jeweils eine Prequel-Serie in Planung sei.[1]
- Im Schatten der internationalen Filmfestspiele von Cannes 2023 wurde mit Assassination der Titel eines Films von David Mamet bekanntgegeben, dessen Produktion im September 2023 in Vancouver startet und die mutmaßliche Beteiligung der amerikanischen Cosa Nostra, insb. des Chicagoer Mafiosos Sam Giancana an dem Attentat auf John F. Kennedy beleuchtet. Das Drehbuch zum Film verfasste Mamet in Zusammenarbeit mit Nicholas Celozzi, der eine Großneffe Giancanas ist. Zur Besetzung gehören Courtney Love, Viggo Mortensen, Shia LaBeouf, Al Pacino und John Travolta.[2]
- Im August des Jahres 2022 wurde bekannt, dass Robert De Niro in Produktion von Irwin Winkler unter der Regie von Barry Levinson mit einem Drehbuch von Nicholas Pileggi im Auftrag von Warner Bros. Entertainment in dem Film Wise Guys, inzwischen umbenannt in The Alto Knights, in einer Doppelrolle der Mafia-Bosse Vito Genovese und Frank Costello zu sehen sein wird. Der Film soll am 20. März 2025 erscheinen.
- Im November 2021 wurde bekannt, dass WarnerMedia network für Home Box Office eine Serie über Anna Genovese produzieren wird. Anna Genovese, gespielt von Ruth Wilson, war die zweite Ehefrau des berüchtigten Gangsterbosses Vito Genovese, die illegale Machenschaften ihres Mannes bei Scheidungsanhörungen verriet.[3]
- Anfang des Jahres 2017 wurde bekannt gegeben, dass Paramount Pictures die Rechte an Stephan Taltys Buch The Black Hand: The Epic War Between a Brilliant Detective and the Deadliest Secret Society in American History, welches am 25. April 2017 veröffentlicht wurde, erworben hat und als Adaption des Buches eine Verfilmung mit Titel The Black Hand plane, bei der Leonardo DiCaprio als Produzent und Hauptdarsteller fungieren soll. DiCaprio wird die Rolle des Detectives Giuseppe „Joe“ Petrosino spielen, der ein Widersacher der Black Hand Gang war. Ein Starttermin steht jedoch noch nicht fest.[4]